# Анаполіс
Анаполіс (порт. Anápolis) — місто і муніципалітет у Бразилії, входить до штату Гояс. Складова частина мезорегіону Центр штату Гояс. Входить в економіко-статистичний мікрорегіон Анаполіс.
Населення становить 342 347 осіб (2012). Займає площу 918,375 км². Густота населення — 370 осіб / км².
Місто засноване у 18 столітті.